# Acide gras trans
Pour un article plus général, voir Acide gras.
Pour les articles homonymes, voir AGT.

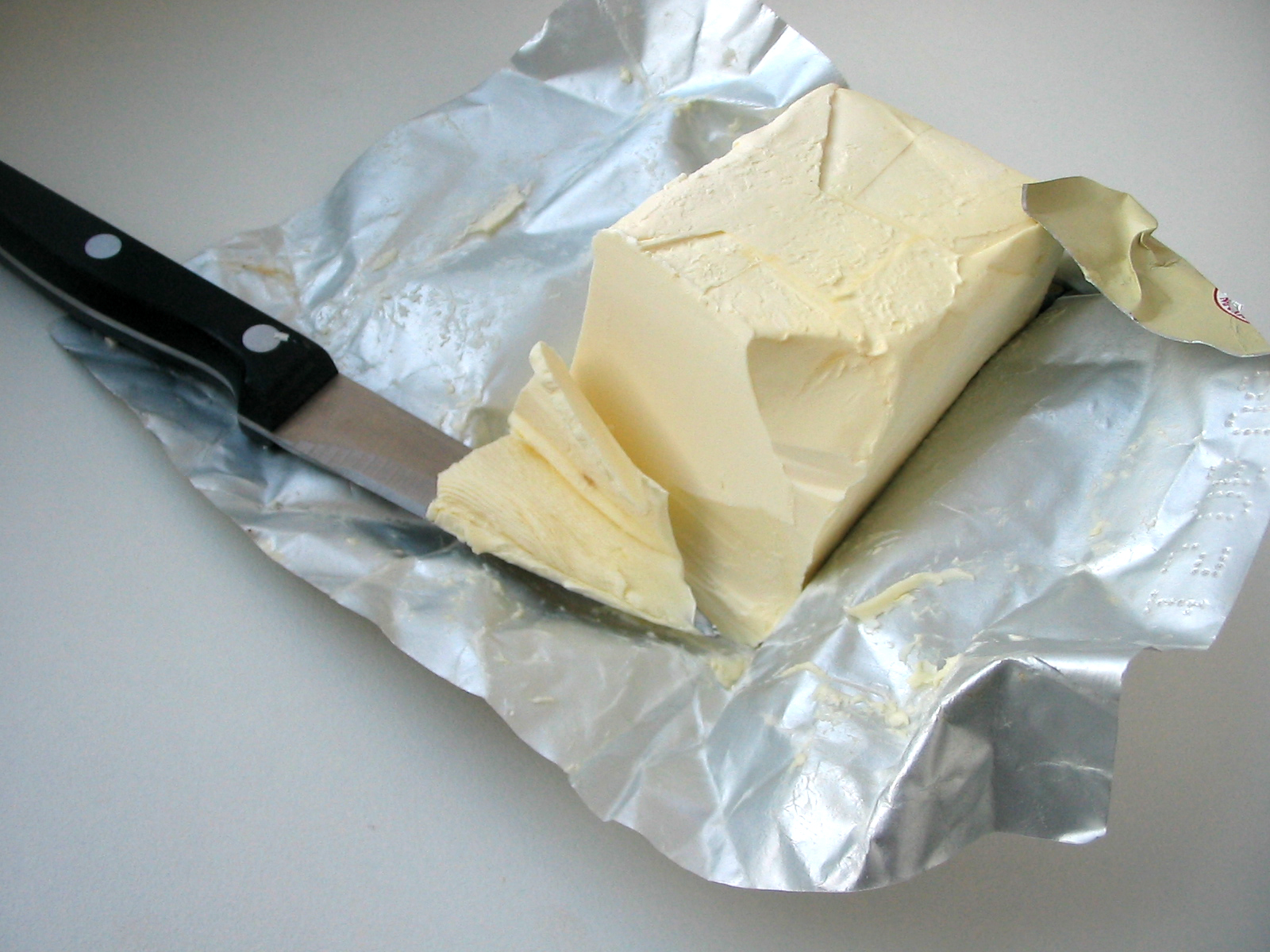
La margarine contient fréquemment des acides gras trans.

Un acide gras trans (AGT) est un type d'acide gras insaturé présent naturellement en petite quantité dans la viande et les produits laitiers. Les acides gras trans ont été produits en grandes quantités par la transformation industrielle des huiles alimentaires au début du XXe siècle pour en faire de la margarine puis des snacks, des aliments précuits et des aliments frits dans la restauration rapide,.
Un acide gras insaturé peut prendre deux formes géométriques différentes, dites « cis » ou « trans », ce qui leur confère des propriétés différentes, et une métabolisation différente. Un acide gras trans est un acide gras insaturé comprenant au moins une double liaison carbone-carbone.
Les acides gras insaturés trans sont d'origine naturelle (acide trans-vaccénique) ou artificielle (acide élaïdique), dans ce dernier cas produits par l'hydrogénation industrielle partielle des acides gras insaturés contenus dans les huiles végétales. L'hydrogénation totale n'en produit pas (ou très peu), puisqu'elle transforme quasiment toutes les doubles liaisons -C=C- en liaisons simples -C-C-, les acides gras insaturés devenant saturés (en atomes d'hydrogène).
En France et en Europe, en 2011, ils ne figurent pas sur l'étiquette des produits alimentaires, la « déclaration nutritionnelle obligatoire » du projet européen. En effet, le Parlement européen et le Conseil de l'Union européenne ont demandé des informations complémentaires sur ces acides gras trans. La Commission a dû présenter un rapport en 2014 : « un rapport sur l'incidence de mesures éventuelles concernant les acides gras trans, y compris la fourniture d'informations aux consommateurs sur lesdits acides gras trans ou l'imposition de restrictions à leur usage ».
L'utilisation de celles d'origine artificielle est sérieusement réglementée dans certains pays développés (Danemark, Canada) ou certaines villes (New York). Après les avoir bannis des cantines scolaires, l'État de Californie a programmé en juillet 2008 leur bannissement des restaurants pour 2010 et des préparations à emporter pour 2011. Leur interdiction a été décidée aux États-Unis pour juin 2018. En mai 2018, l'Organisation mondiale de la santé lance un programme ayant pour objectif l'élimination complète des acides gras trans à l'horizon 2023.
La Commission européenne décide en avril 2019, de limiter les acides gras trans à partir du 2 avril 2021. La limite maximale autorisée sera de 2 grammes de graisses trans produites industriellement pour 100 grammes de graisse dans la nourriture destinée à la consommation.
Une étude du département de l'Agriculture des États-Unis a montré que l'acide vaccénique augmente les taux de cholestérol HDL et LDL, alors que les acides gras trans industriels n'élèvent que les LDL sans effet bénéfique sur les HDL.

## Différences entre acides gras «cis» et «trans»

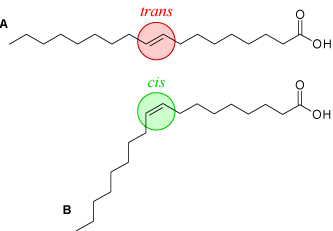
Fig 1. A. acide trans-9-octadécènoïque
B. acide cis-9-octadécènoïque (acide oléique).

Chimiquement, les acides gras trans sont composés des mêmes atomes que leurs diastéréoisomères : les acides gras cis. Cependant, les AG insaturés trans sont beaucoup moins présent à l'état naturel par rapport aux AG insaturés cis. 
Et ils ont une géométrie spatiale différente : dans les molécules d'acides gras trans, les doubles liaisons entre atomes de carbone (caractéristiques de tous les acides gras insaturés) sont en configuration trans au lieu d'être en configuration cis, ce qui leur donne une forme plutôt droite au lieu d'être courbée.
Cette particularité les rend moins fluides et leur donne une température de fusion plus élevée que la forme cis : ils sont donc plus solides à température ambiante, ce qui est une propriété recherchée par l'industrie agroalimentaire, notamment pour la préparation de margarines. Ils diminuent également la fluidité membranaire s'ils sont intégrés dans la bicouche lipidique.
Ils sont toutefois considérés comme une impureté du processus d'hydrogénation partielle.

## Obtention par hydrogénation partielle, majoritairement industrielle
Les acides gras trans existent naturellement en petites quantités dans la viande ou les produits laitiers des ruminants.
La plus grande quantité consommée par les êtres humains se trouve cependant dans les produits industriels à la suite de l'hydrogénation partielle des huiles végétales insaturées, procédé développé au début des années 1900 et ayant pris une importance considérable dans les pays industrialisés depuis les années 1950.
Selon l'AFSSA, les principaux aliments contributeurs identifiés des acides gras trans totaux sont à 60 % les produits d'origine animale (produits d'origine laitière et viande de ruminants). Les principaux aliments contributeurs identifiés des acides linoléiques conjugués (ALC) totaux sont à 70 % les produits d’origine laitière.
L'hydrogénation partielle modifie la structure moléculaire des acides gras (remplacement de doubles liaisons -C=C- par des simples liaisons -C-C- avec deux atomes d'hydrogène supplémentaires) et modifie leurs propriétés : augmentation de leur température de fusion et diminution de leur rancissement, ce qui est souvent recherché par l'industrie agro-alimentaire (fabrication de la margarine par exemple). Mais elle transforme aussi une partie des acides gras insaturés cis en acides gras (insaturés) trans. Les acides gras trans constituent une impureté du processus d'hydrogénation industriel. Sous l'effet d'un catalyseur (par exemple le platine), la double liaison carbonée se rompt et on observe au moment de l'addition de l'atome d'hydrogène, une rotation de la chaîne autour de celle-ci (position trans). La perte de l'atome d'hydrogène qui revient au catalyseur permet la reformation de la double liaison conservant la configuration « trans ».

## Sources alimentaires
Les acides gras trans de l’alimentation proviennent principalement de trois sources :
- la transformation bactérienne d'acides gras insaturés dans le rumen des ruminants. Ces acides gras trans peuvent se retrouver par la suite dans les produits laitiers (beurre, crème, fromages, lait) et les viandes (bœuf, mouton, etc.) ;
- l'hydrogénation catalytique partielle et la désodorisation des huiles végétales insaturées (ou parfois des huiles de poisson) riches en acides gras polyinsaturés (huiles raffinées, non vierges) ;
- lors d’une friture des huiles, ou d’un chauffage, même à assez basse température (huile de lin par exemple).

« Selon les résultats des études épidémiologiques, il y aurait une relation certaine entre la consommation d’acide gras trans et les maladies cardiovasculaires mais ce seraient seulement les dérivés trans des huiles partiellement hydrogénées et non ceux provenant des tissus des ruminants qui seraient en cause (en viande bovine, moins de 2 % des acides totaux) ».

Chimiquement, la différence entre les acides gras insaturés trans d'origine naturelle (acide trans-vaccénique) et artificielle (acide élaïdique) réside dans le placement de la double liaison carbone-carbone..

Acide trans-vaccénique
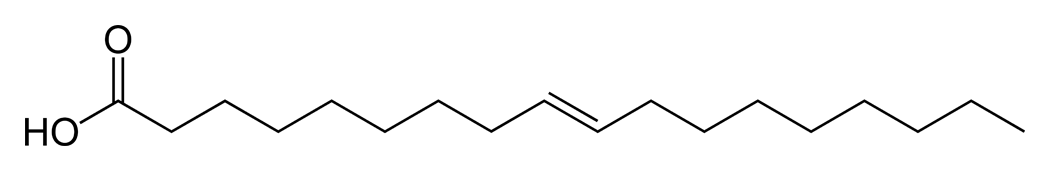
Acide élaïdique

### Sources naturelles
La source naturelle d'acide gras trans est constituée des produits laitiers, des graisses et de la viande de ruminants : graisses de bœuf et de mouton (à environ 4,5 %), les produits laitiers de vache et de chèvre (environ 3,3 %), les viandes de bœuf et de mouton (environ 2 %). Ils contiennent notamment de l’acide trans-vaccénique (acide trans-11-octadécènoïque) de la famille des oméga-7. Les acides gras insaturés sont connus pour être peu nocifs voire essentiels, tels les oméga 3 et 6. Cependant, ces AG sont généralement de configuration cis et pour les rares AG insaturés trans naturel, comme l'acide trans-vaccénique, ceux-ci sont mono-insaturés contrairement aux AG trans transformés par hydrogénation catalytique qui sont eux poly-insaturés, d'où une moins bonne absorption par le corps. Une consommation en trop grande quantité et régulière peut provoquer des atteintes cardiovasculaires telles que des infarctus du myocarde provoqués par obstruction des artères coronaires provoquant une ischémie et donc une asphyxie du cœur par manque d'oxygène.
Cette source « naturelle » représente, en France et en moyenne, la majorité des acides gras trans consommés : environ 50 % par matières grasses laitières, 10-12 % par les graisses de viande d'animaux ruminants. Selon une étude récente partiellement financée par l'industrie laitière (CNIEL et Nestlé), ils ne seraient pas clairement des facteurs de problèmes cardiovasculaires, contrairement à ceux produits industriellement ; une autre étude publiée simultanément, également avec cofinancement industriel, conclut au contraire qu'ils ont les mêmes effets que ceux produits industriellement mais sans danger aux doses usuelles ; lire à ce sujet l'éditorial du journal ayant publié les deux articles.

### Sources industrielles
L'autre source d'acide gras trans, majoritaire en moyenne dans les pays anglo-saxons ainsi que pour certaines populations (jeunes ou adolescents p. ex.) de France ou d'Europe du Sud, est industrielle : l’hydrogénation catalytique partielle d'acides gras polyinsaturés.
Ce procédé industriel vise à rendre les huiles solides ou semi-solides (margarines) et moins sensibles à l'oxydation (rancissement ou peroxydation).
Ces acides gras partiellement hydrogénés sont utilisés dans l'industrie agro-alimentaire 
- comme agent de texture pour rendre les aliments plus fermes et moins suintants
- comme conservateur pour éviter le rancissement
- ou comme désodorisant dans certaines huiles de poisson.

Ils se retrouvent ainsi dans de nombreux produits alimentaires transformés, notamment les margarines et produits gras utilisés pour fabriquer toutes sortes d'aliments préparés :
| Produits                  | Nombre de produits analysés | Teneur minimale | Teneur maximale |
| ------------------------- | --------------------------- | --------------- | --------------- |
| Pain / Sandwich           | 5                           | 3,7 %           | 21,2 %          |
| Céréales                  | 4                           | 2,0 %           | 52,1 %          |
| Viennoiseries             | 2                           | 24,5 %          | 34,8 %          |
| Craquelins                | 5                           | 0,1 %           | 17,4 %          |
| Pâte feuilletée / à pizza | 2                           | 16,6 %          | 61,0 %          |
| Gâteaux                   | 8                           | 12,6 %          | 35,9 %          |
| Soupes déshydratées       | 11                          | 4,3 %           | 27,0 %          |

### Chauffage ou friture de produits contenant ou non des acides gras trans
L'hydrogénation partielle ou la transformation en isomère trans peuvent également avoir lieu par chauffage ou friture. Pour limiter les effets sur la santé, il ne suffit donc pas de limiter sa consommation en produits industriels. Il convient également de ne pas trop chauffer des huiles et corps gras non destinés à cet usage (par exemple, ne pas chauffer des huiles destinées à l'assaisonnement).
De même, le passage au four d'une pâte à tarte ou à pizza peut faire apparaître un taux d'acides gras trans supérieur à celui annoncé sur l'étiquette, quand cet étiquetage existe.

## Effets sur la santé
La consommation d'acides gras trans n'est pas nécessaire, ni bénéfique à la santé, contrairement à celle des autres acides gras naturels (saturés, ou insaturés cis). Leur consommation régulière augmente notamment les risques de maladies cardiovasculaires,, même à faibles doses ; ainsi que les risques de cancer du sein. Pour ces raisons, de nombreuses organisations pour la santé recommandent de réduire le plus possible leur absorption. Les acides gras trans issus de l'hydrogénation partielle sont généralement considérés comme plus nocifs que leurs pendants naturels (isomères cis).
Les acides gras trans sont très contrôlés dans certains pays, ils doivent obligatoirement être mentionnés sur les étiquettes dans de nombreux autres. Ils font depuis juillet 2008 l'objet d'interdiction dans les 24 000 restaurants de la ville de New York. Des entreprises les éliminent volontairement de leurs produits ou créent des lignes de produits dépourvues d'acides gras trans.

### Conséquences cardiovasculaires

#### Résultat des études réalisées
Les résultats des études faites depuis 10 ans convergent et indiquent une augmentation significative du risque cardiovasculaire en cas d'excès dans l'alimentation de graisses trans résultant de l'hydrogénation partielle industrielle d'huiles végétales, plus encore que l'excès de graisses saturées.
En particulier, dans une étude de 1997 menée par Hu, Stampfer et Manson sur les femmes, les résultats montrent que, « pour un même apport de glucides, une augmentation de 5 % de la consommation de graisse saturée augmente le risque de 17 %, une augmentation de 5 % de la consommation de graisse « trans » augmente le risque de 93 % ».

#### Effets, cumulatifs, augmentant le risque cardiovasculaire, même à faible dose
Selon l'Autorité européenne de sécurité des aliments en 2004, l'état actuel des connaissances permettait de caractériser l'excès d'acides gras trans dans l'alimentation principalement par trois effets (observés par rapport aux régimes contenant des acides gras saturés et des acides gras insaturés cis):
- Une augmentation des transporteurs du cholestérol de type LDL, aussi appelé mauvais cholestérol ;
- Une diminution des transporteurs du cholestérol de type HDL, aussi appelé bon cholestérol ;
- Une augmentation des triglycérides.

Il est noté une association positive entre ces trois effets observés et le risque de maladie cardiovasculaire observée.
Ces (trois) effets négatifs se feraient sentir même à dose faible.

#### Un quatrième effet, sur le métabolisme, probablement à plus forte dose
L'avis indique également : « la digestion et l’absorption des acides gras trans présents dans les aliments se passent de la même manière que pour les autres acides gras […] et […] bien qu’il existe certaines preuves provenant d’études in vitro et sur l’animal en faveur d’une inhibition de la conversion des acides gras essentiels par les acides gras trans, il est peu probable que le métabolisme des acides gras essentiels soit affecté par les acides gras trans lorsqu’ils sont ingérés selon les quantités recommandées » (c'est-à-dire 1 à 2 % de l'apport énergétique total).

### Conséquences métaboliques (diabète, syndrome métabolique,etc.)
L'inhibition de la conversion, des acides gras essentiels (par exemple en acide gamma-linolénique (AGL), et donc en acide dihomo-gamma-linolénique (DGLA)) suppose des effets importants sur le métabolisme et la santé des personnes concernées. Il existe donc un risque pour les populations qui ingèrent des acides gras trans en grande quantité (comme en Amérique du Nord).
- Par exemple par un développement du diabète[31] : « Les acides gras trans induiraient une résistance à l’insuline, ce que ne font pas les acides gras insaturés. La configuration spatiale des acides gras est un important facteur de régulation de la sécrétion des cellules bêta du pancréas chez la souris ».

### Conséquences en cancérologie
Les acides gras trans favoriseraient le cancer du sein ainsi que le risque de cancer du colon.

### Conséquences psychiatriques
Des données montrent que les graisses malsaines comme les acides gras trans augmentent considérablement le risque de dépression. Les acides gras insaturés cis ont par contre un effet neuroprotecteur,,.

### Reprotoxicité
Plusieurs études ont conclu que les acides gras trans sont reprotoxiques.

#### Effets sur la spermatogenèse
Il a été constaté que les acides gras trans avaient des effets adverses sur la fonction testiculaire et seraient facteurs de délétion de la spermatogenèse. 
Selon une étude (publiée en 2012 et ayant porté sur 701 jeunes Danois testés de 2008 à 2010), un régime riche en graisse saturée augmente le risque de produire un faible nombre de spermatozoïdes, avec une relation de type dose-réponse,, mais aucun lien n'a été trouvé avec un régime riche en graisse non saturée. Une corrélation de ce type semble exister en Espagne où la part de gras dans l'alimentation a beaucoup augmenté, et les études sur le rat de laboratoire montrent que les graisses insaturées ont un effet délétère sur le fonctionnement du testicule.

#### Effets obstétricaux
La présence d’acides gras trans dans le tissu médullaire est liée à des quantités proportionnellement plus basses de acides gras poly-insaturés essentiels, à un poids à la naissance réduit, et à une circonférence de la tête plus petite
Il paraît donc indiqué de réduire - tant que possible - l'ingestion d'acides gras trans par la mère en attendant d'en savoir plus sur les effets des acides gras trans sur le développement fœtal.

#### Effets sur le développement fœtal et du nouveau-né
Le développement du fœtus ou du bébé sont également affectés via l'allaitement : chez les femmes allaitantes, les acides gras trans alimentaires tendent à supplanter les acides gras essentiels (AGE : acide linoléique et acide alpha-linolénique) dans le lait maternel. Ces acides gras trans sont ensuite retrouvés dans les phospholipides et les triglycérides du plasma des nourrissons allaités au sein (Innis et King, 1999).
Rejoignant les conclusions de cette étude canadienne, des chercheurs de l’université de Maastricht aux Pays-Bas ont montré que la consommation d’acides gras trans semblait être liée à un statut en acides gras poly-insaturés plus bas chez la mère et le nouveau-né.

### Autres domaines de recherches de liens physiopathologiques

#### Effets de l'hydrogénation industrielle
Les effets potentiellement négatifs semblent essentiellement liés à l’acide élaïdique, produit dans l'hydrogénation des huiles végétales et isomère trans de l'acide oléique, qui est naturellement cis.
« On suppose que l'absence d'effet des acides trans chez le ruminant résulterait de la transformation de l'acide vaccénique (C18:1 n-7) en acide linoléique conjugué (ALC) ».
Les effets des ALC sur la santé sont encore à l'étude et sont controversés.

### Doses et consommations
Les effets négatifs des acides gras trans sur la santé sont constatés surtout en Amérique du Nord (États-Unis, Canada : 8–10 g/j en moyenne), qui consomme plus d'aliments industriels que l'Europe du Nord (Pays-Bas, Grande-Bretagne : 3–5 g/j en moyenne), qui en consomme à son tour plus que l'Europe méditerranéenne : Espagne et Grèce (1–2 g/j en moyenne), France (2,7 g/j en moyenne),.
Mais, d'après l'AFSSA, les plus grands consommateurs en France de matières grasses absorbent déjà presque 8 g/jour d'acide gras trans (2,5 % de l'apport énergétique total), soit presque autant que le Nord-Américain moyen .

## Mesures de santé publique, prises ou en préparation
En 1994, une consultation mixte FAO/OMS d'experts chargés d'examiner le rôle des huiles et des graisses alimentaires dans la nutrition chez l'humain a recommandé que les fabricants d'aliments réduisent les taux d'acides gras trans dans leurs produits. Le 14 mai 2018, l'Organisation mondiale de la santé lance un programme REPLACE afin d'éliminer complètement les acides gras trans d'origine industrielle à l'horizon 2023, estimant que ceux-ci sont responsables de 500 000 décès par an dans le monde.

### En Amérique du Nord
Le Canada a depuis quelques années déclaré la guerre aux graisses trans et a même publié des indications concrètes pour baisser l'utilisation des graisses trans. En 2007, le Canada a adopté une résolution pour interdire l'utilisation d'acides gras trans artificiels (interdiction d'avoir plus de 2 % de gras trans d'origine artificielle), pour devenir le second pays après le Danemark à adopter une telle mesure. Elle devrait être mise en application prochainement[Quand ?][source insuffisante].
Les autorités sanitaires américaines ont quant à elles lancé une mise en garde officielle début 2005.
Pour aller plus loin, à la suite d'une large campagne d'information insuffisamment efficace, la ville de New York a décidé d'interdire les acides gras dans ses 24 000 restaurants, sous peine d'amende : « les autorités de la santé de la ville décident d'obliger les restaurateurs et les chaînes comme McDonald's à éliminer les acides gras insaturés trans de tous leurs produits d'ici au mois de juillet 2008 ». La société McDonald's a assuré qu'elle serait prête pour cette date.
La Californie a légiféré sur le sujet le 25 juillet 2008 : leur usage sera interdit dans les restaurants à partir de 2010 et dans les préparations à emporter à partir de 2011. Les produits emballés demeurent à l'abri de la loi mais toujours soumis aux obligations d'étiquetage.
Il est estimé que l'élimination totale des acides gras trans aux États-Unis permettrait d'éviter de 70 000 à 100 000 décès par an[réf. nécessaire].
En 2013, la FDA prévoit l'élimination des acides gras trans.
Le 17 juin 2015, la FDA détermine qu'il n'y a plus de consensus concernant l'innocuité des acides gras trans produits de façon industrielle pour la consommation humaine et décide de les interdire endéans les trois ans, pour juin 2018. La FDA estime que l'interdiction coûtera 6,2 milliards de dollars en 20 ans à l'industrie agroalimentaire et permettra d'économiser 140 milliards de dollars en soins de santé durant la même période.

### En Europe
La Commission européenne décide en avril 2019, de limiter les acides gras trans à partir du 2 avril 2021. La limite maximale autorisée sera de 2 grammes de graisses trans produites industriellement pour 100 grammes de graisse dans la nourriture destinée à la consommation.
Le 13 décembre 2014 le nouveau règlement européen 1169/2011 sur l'étiquetage des produits alimentaires emballés est entré en vigueur. Il impose de mentionner la présence d'huiles hydrogénées mais pas leur quantité; la déclaration nutritionnelle est entrée en vigueur le 13 décembre 2016. Il n'existe actuellement aucune réglementation à l'échelle européenne encadrant l'utilisation des acides gras trans en alimentation humaine.
En France, l'ANAES recommande une consommation d'acides gras trans inférieure à 2 % de l'apport énergétique total
.
Le Danemark a adopté un décret-loi le 11 mars 2003, disposant « qu’à partir du 1er juin 2003, la teneur en acides gras trans des huiles et des graisses assujetties au décret-loi ne devra pas excéder 2 g par 100 grammes d’huile ou de graisse ». Ce décret-loi ne vise pas les acides gras trans qui existent naturellement (dans les viandes animales ou produits laitiers). Ces acides gras trans ont été essentiellement remplacés par interestérification ou fractionnement de l'huile de palme, une huile qui a une teneur relativement élevée en acides gras saturés, soit environ 50 %.
Aux Pays-Bas, la consommation d’acides gras trans a chuté en raison de la publicité concernant leurs effets sur la santé. La teneur en acides gras trans de la margarine de table solide vendue au pays est passée d’un sommet de 50 % dans les années 1980 à moins de 2 % à l’heure actuelle.
En 1998, les fabricants français de biscuits et gâteaux se sont engagés à réduire les acides gras « trans » contenu dans leurs recettes. En France, L'AFSSA a en 2005 établi des recommandations (baisser à 1 g pour 100 g de produit commercialisé), et préconisé un étiquetage des acides gras trans. Les industriels ont été invités à limiter les teneurs en acides gras dans de leurs produits (hors viande, lait et produits dérivés). Après la mise en œuvre de travaux de recherches et de développement au niveau des recettes pour modifier les matières grasses utilisées, les dernières données disponibles confirment que plus de 90 % des produits ont une teneur en AGT inférieure à 1 g d’AGT pour 100 g de produit fini. Mais l'idée que les AGT laitiers sont moins mauvais que les AGT industriels est très répandue parmi les représentants de l'Assemblée nationale.
Dans le cadre du Programme national pour l'Alimentation, la profession a pris de nouveaux engagements : 
- Consolider et pérenniser les progrès réalisés en matière de réduction des teneurs en AGT supérieure à 100 % des produits avec des teneurs en AGT totaux inférieures à 1 g pour 100 g de produit fini d'ici fin 2011 (hors certaines spécialités avec une teneur en beurre supérieure à 20 g/100 g)
- Dynamiser l'optimisation de la composition en acides gras saturés (AGS) des produits supérieurs aux valeurs cibles ainsi que la diminution de 5 % de la teneur moyenne en AGS pondérée par les parts de marché en volumes, entre 2008 et fin 2013 (hors produits pur beurre)

En Autriche, le ministre de la santé, Stöger, a annoncé le 8 mars 2009 avoir commencé à travailler sur une loi qui définit la valeur limite à 2 %. Cela pourrait entrer en vigueur en juin 2009.
En Belgique, le Conseil supérieur de la santé a émis en 2012 un avis scientifique en matière de politiques concernant les acides gras trans d'origine industrielle. Dans cet avis qui fait le point sur les dangers pour la santé, le CSS estime qu'une législation contraignante semble la mesure la plus efficace et les répercussions économiques liées à la quasi-disparition des acides gras trans d’origine industrielle semblent réduites. Par conséquent, le CSS recommande l’interdiction de la vente d'aliments contenant plus de 2 g d'acides gras trans industriels par 100 g d'huile ou de graisse. Le CSS recommande également une actualisation des données analytiques belges sur la teneur en acides gras trans dans les denrées alimentaires belges. Malheureusement, ces recommandations ne sont toujours pas appliquées par les autorités politiques belges.

### Émissions de télévision
- Émission France 2 Envoyé spécial, 13 décembre 2007 :Acides gras trans, le risque invisible, enquête de Frédéric Boisset, William Reymond et Luc Hermann, situation en France, ainsi qu'aux États-Unis, dans la ville de New York, chez Mac Donald's, mais pas au Danemark qui les a interdits et remplacés dès 2003. L'enquête n'évoque pas les acides gras trans obtenus par simple cuisson.